# Richard Morton
Richard Morton (1637-1698) fue un médico inglés conocido por ser el primero en describir los tubérculos pulmonares presentes en algunas variantes de la tuberculosis. En el siglo XVII a la tuberculosis se la denomina "consunción" o tisis, pero el conocimiento de que muchos síntomas de esta infección pertenecen al mismo proceso patológico no se producirá hasta un siglo más tarde. 
Nació en Worcestershire y tras su formación en Oxford es nombrado vicario de Kinver en Staffordshire. Con su negativa a aceptar el Acta de Uniformidad de 1666, tras la restauración de Carlos III, fue obligado a renunciar a su puesto. Sus andanzas a lo largo de los siguientes años no se conocen con exactitud aunque parece haber viajado a Holanda. Reaparece en 1670 cuando, bajo el mecenazgo del Príncipe de Orange, consigue el doctorado en medicina por la Universidad de Oxford.
Su obra cumbre: Phthisiologia, seu exercitationes de Phthisi tribus libris comprehensae fue publicada en latín en 1689. Su importancia se debe a la gran extensión concedida a la "tuberculosis" (en esta obra se introduce por primera vez el término), enfermedad que causaba el 18% de todas las muertes en Londres en 1700.
Además, la obra es importante porque contiene la primera descripción médica reconocida del síndrome que hoy en día se conoce como Anorexia nerviosa.